# Maigret chez le coroner
Maigret chez le coroner est un roman policier de Georges Simenon publié en 1949. Il fait partie de la série Maigret.
L'écriture de ce roman s'est déroulée en 10 jours, du 21 au 30 juillet 1949 à Tucson, en plein cœur de l'Arizona (États-Unis), à l'endroit même où se déroule l'action.

## Résumé
Maigret est à Tucson en voyage d'études « pour se mettre au courant des méthodes américaines » avant de gagner la Californie. Le 28 juillet, le corps de Bessy Mitchell a été retrouvé mutilé par un train sur la voie de chemin de fer, parallèle à la route, entre Tucson et Nogales, dans l'Arizona. La veille au soir, Bessy est sortie avec cinq jeunes gens de la base d'aviation militaire de Davis-Mountain, près de Tucson : Ward, O'Neil, Van Fleet, Mullins et Wo Lee.  
Maigret assiste aux séances publiques de l'enquête menée par un juge (le coroner) assisté d'un jury qui doit déterminer, préalablement à toute mise en accusation, s'il s'agit d'un suicide, d'un accident ou d'un acte criminel. À travers cette affaire, c'est toute une mentalité et un genre de vie nouveaux que Maigret découvre, et dont il apprend à connaître d'autres aspects au cours de ses flâneries nocturnes à Tucson. « Qu'est-ce qui ne tournait pas rond dans ce pays-là, où ils avaient tout ? »  
La vérité sur les faits du 27 juillet se fait attendre : les témoignages des cinq jeunes militaires, interrogés successivement et en présence les uns des autres, devant un public nombreux et passionné, diffèrent sur des points essentiels.  
Néanmoins, quelques certitudes se dégagent. Le soir du 27 juillet, après une beuverie chez le musicien Tony Lacour, Bessy et les cinq garçons ont décidé de passer le reste de la nuit à Nogales, sur la frontière mexicaine à une centaine de kilomètres de Tucson. En chemin, Bessy (qui a eu dans la soirée une relation intime avec Mullins) veut faire demi-tour sous le prétexte d'une dispute avec Ward, son amant plus ou moins attitré et amoureux. Elle descend de voiture avec Ward et ils s'en éloignent pour discuter, mais Ward revient seul abandonnant Bessy, passablement saoule, dans le désert et les jeunes gens retournent à Tucson. Mais, arrivés en ville, Mullins et Ward, pris de remords, rebroussent chemin pour tenter de retrouver Bessy. Cependant, fatigués et sous le coup de l'ivresse, ils s'endorment dans la voiture sur le bas-côté de la route. De leur côté, O'Neil et Van Fleet, sont de connivence pour séduire Bessy et accompagnés de Wo Lee, reviennent en taxi à l'endroit où Bessy est descendue.  O'Neil la retrouve endormie près de la voie ferrée, lui fait boire une flasque de whisky emportée sciemment puis entreprend un rapport intime. Mais Bessy se rend vite compte de la présence de Van Fleet qui semble attendre son tour, elle s'enfuit, trébuche plusieurs fois, finit par s'écrouler sur la voie ferrée et ne se relève pas, du sang apparaissant sur son front. Les deux garçons sont pris de panique, ils la laissent sur place et retournent, sans rien dire, à leur base dans une voiture que Wo Lee, resté sur la route, avait arrêtée. On n'en saura pas davantage.  
Tels sont les principaux résultats de l'interrogatoire de ces « sales gamins », comme les appelle un policier. Nous ne connaîtrons pas la décision du jury − suicide, accident ou acte criminel ? − : car Maigret doit s'envoler avant le jugement vers Los Angeles où l'attend la suite de sa mission d'étude...

## Aspects particuliers du roman
Le roman constitue la relation, au jour le jour, d’une enquête à laquelle Maigret, invité par le F.B.I., assiste en tant que spectateur. Confiné dans ce rôle inhabituel, Maigret réagit à maintes reprises aux méthodes de la justice américaine, qu’il est loin de toujours approuver, sans toutefois pouvoir intervenir. À noter l’importance des dialogues : interrogatoires des suspects et déposition de témoins. Simenon dira dans ses Mémoires intimes :  « Ce livre était pratiquement un rapport. Nous avons assisté au palais de justice [...] pendant deux ou trois jours, à une procédure qui nous a particulièrement intéressés, car elle a impliqué la mort dramatique d'une jeune femme à un endroit que nous connaissions bien, entre Tucson et Tumacácori, sur la route de Nogales. Comment et pourquoi la fille avait-elle été décapitée par le train à une centaine de mètres de la route ? Ce n'était vraiment pas mes affaires. Je voulais juste que mon bon Maigret se familiarise avec la justice américaine, et c'est pourquoi j'ai écrit ce roman, pratiquement un dossier judiciaire ».
En outre, le roman a la particularité de présenter, en pleine page à chaque fois, quatre schémas différents du lieu du drame faits chacun par quatre témoins, arrivés les premiers sur les lieux, lors de leur audition.

## Fiche signalétique de l'ouvrage

### Cadre spatio-temporel

#### Espace
Tucson et la route frontière allant de Tuscon à Nogales.

#### Temps
Époque contemporaine ; l’enquête dure quatre jours.

### Les personnages

#### Personnages principaux
Bessy Mitchell, Américaine, originaire du Kansas, la victime. Sans profession définie, mariée à 15 ans, divorcée à 16, maîtresse de Ward (entre autres) 17 ans.

#### Autres personnages
- Sergent Ward, mécanicien, marié, deux enfants ; souhaitait divorcer pour épouser Bessy

- Sergent Ted O’Neil, célibataire, fils d’instituteur

- Sergent Jimmy Van Fleet, célibataire, fils de cultivateurs du Middle West, dit Pinky

- Sergent Dan Mullins, célibataire, ancien pensionnaire d’une maison de redressement

- Caporal Wo Lee, d’origine chinoise (ces cinq Américains sont tous âgés de 18 à 23 ans et travaillent à la base de Davis-Mountain, à une dizaine de kilomètres de Tucson)

- Harry Cole, agent du F.B.I., chez qui Maigret est invité.

- Mike O'Rourke, le chief deputy-sheriff,  « le Maigret du comté, en somme ».

## Éditions
- Édition originale : Presses de la Cité, 1949
- Livre de Poche, n° 14236, 2001  (ISBN 978-2-253-14236-2)
- Tout Simenon, tome 3, Omnibus, 2002  (ISBN 978-2-258-06044-9)
- Tout Maigret, tome 4, Omnibus,  2019  (ISBN 978-2-258-15045-4)

## Adaptation
- Sous le titre Maigret en Arizona, téléfilm français de Stéphane Bertin avec Jean Richard (Commissaire Maigret), Jess Hahn (Agent Cole), diffusé en 1981.

## Source
- Maurice Piron, Michel Lemoine, L'Univers de Simenon, guide des romans et nouvelles (1931-1972) de Georges Simenon, Presses de la Cité, 1983, p. 316-317  (ISBN 978-2-258-01152-6)